# Alexander Van der Bellen

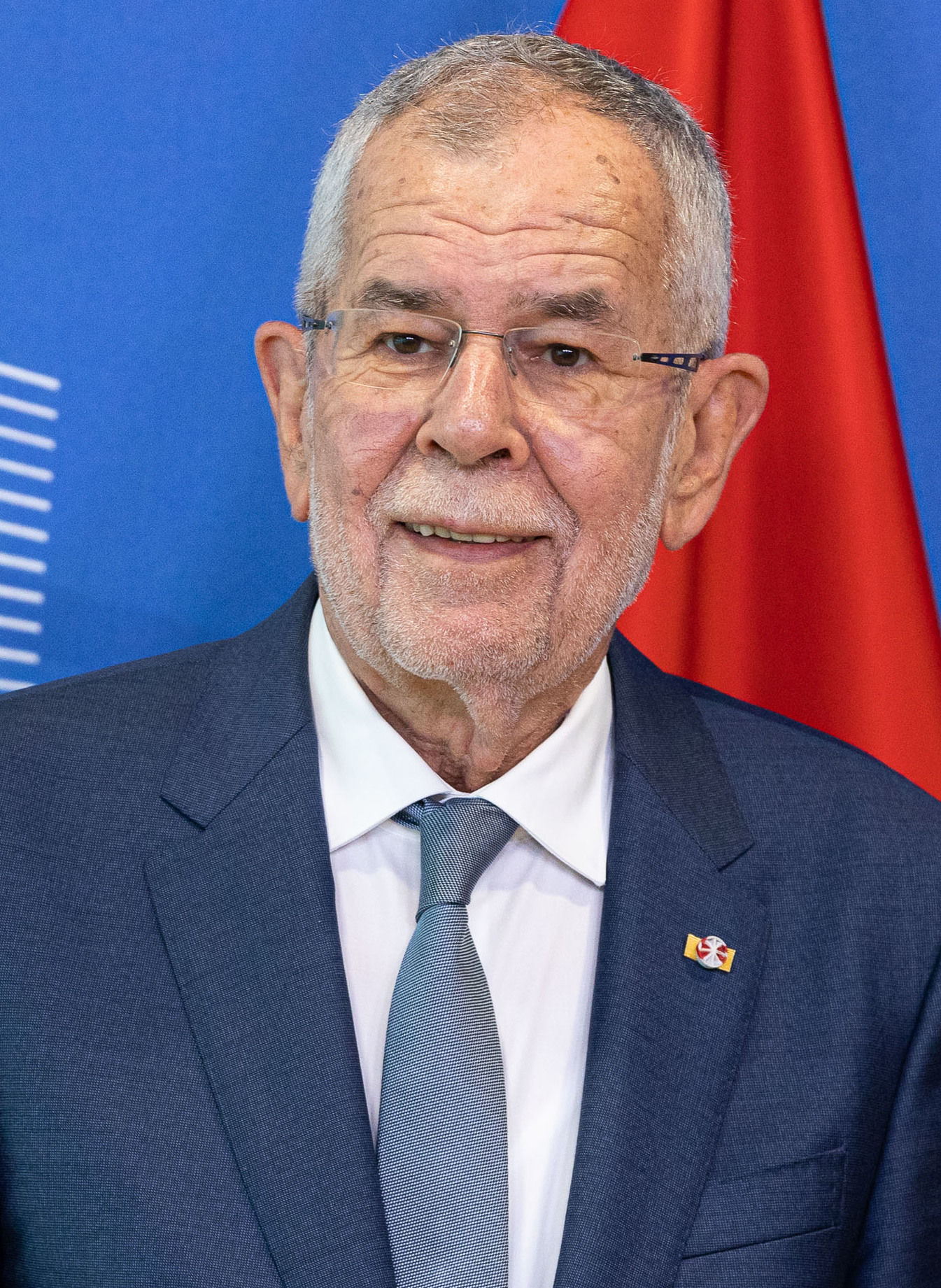
Alexander Van der Bellen (2021)

Alexander Van der Bellen (* 18. Jänner 1944 in Wien), häufig mit dem Vornamen Sascha oder der Abkürzung VdB bezeichnet, ist ein österreichischer Wirtschaftswissenschafter, Politiker (parteilos, bis 2016 Die Grünen) und seit dem 26. Jänner 2017 Bundespräsident der Republik Österreich; im Jänner 2023 begann Van der Bellen eine zweite Amtszeit. Von 1976 bis in die 1990er Jahre lehrte er als Universitätsprofessor für Volkswirtschaftslehre an der Universität Innsbruck und der Universität Wien. Von 1997 bis 2008 war er Bundessprecher der Grünen und von 1999 bis 2008 Klubobmann seiner Partei im österreichischen Nationalrat, dem er ab 1994 angehörte. Von 2012 bis 2015 war er Mitglied des Wiener Gemeinderates und Landtages.

## Herkunft und Jugend
Die Vorfahren Alexander Van der Bellens väterlicherseits wanderten um 1700 oder 1763 aus Holland in das Russische Kaiserreich ein. Während des Russischen Bürgerkrieges floh ein Teil der Familie – nachweislich vor dem Sommer 1919 – vor den Bolschewiki ins unabhängig gewordene Estland. Zuvor hatte der Großvater Aleksander von der Bellen noch als Leiter einer bürgerlichen Lokalregierung in Pskow amtiert. Die Familie änderte in dieser Zeit mit Berufung auf ihre niederländischen Wurzeln ihren Namen von „von der Bellen“ in „Van der Bellen“. 1931 heiratete Van der Bellens Vater, der ebenfalls Alexander hieß und Bankkaufmann war, in Kihelkonna (Kielkond) auf der Insel Saaremaa (Ösel) seine Frau Alma Sieboldt. 1934 wurde er zudem estnischer Staatsbürger. Im Juni 1940 wurde Estland in Folge des Hitler-Stalin-Pakts durch die Sowjetunion besetzt und anschließend annektiert. Daraufhin übersiedelten im Februar oder März 1941 Van der Bellens Vater mit seiner Frau Alma sowie Van der Bellens älterer Schwester Vivian-Diana wie die meisten Deutsch-Balten ins nationalsozialistische Deutsche Reich, wo sie gemäß den Vereinbarungen des Deutsch-Sowjetischen Grenz- und Freundschaftsvertrags als sogenannte Volksdeutsche aufgenommen wurden. Van der Bellens Vater hatte aufgrund seiner Herkunft und als internationaler Bankmanager Repressionen des Sowjet-Geheimdiensts NKWD zu befürchten.
Über Laugszargen (Memelland) und ein deutsches Umsiedlerlager in Werneck bei Würzburg kamen die Eltern nach Wien, wo ihr Sohn Alexander im Jahr 1944 geboren und evangelisch getauft wurde. Als sich die Rote Armee im Rahmen der Wiener Operation dem Wiener Stadtgebiet näherte, floh die Familie ins Tiroler Kaunertal, wo sein Vater erneut kaufmännisch tätig wurde.
Nach der Volksschule in Innsbruck besuchte Van der Bellen ab 1954 das humanistische Akademische Gymnasium Innsbruck, wo er 1962 maturierte. Nachdem er ebenso wie seine Eltern bis dahin die estnische Staatsbürgerschaft hatte, wurde Van der Bellen im Jahr 1958 (nach anderen Quellen: 1959) die österreichische Staatsbürgerschaft verliehen. Eigenen Angaben zufolge leistete Van der Bellen keinen Präsenzdienst beim Bundesheer. Er unterzog sich zweimal freiwillig einer Musterung, bei der ersten wurde eine vorübergehende Untauglichkeit und bei der zweiten die Tauglichkeit festgestellt. Später bekam er während seines Studiums und nach seiner Heirat mehrmals Aufschub. Danach wurde er nicht mehr einberufen, was Van der Bellen auf seine spätere Professorentätigkeit zurückführt.

## Studium und Wissenschaft
Nach der Matura studierte Van der Bellen, wie schon sein Vater, Volkswirtschaftslehre an der Universität Innsbruck. Er schloss das Studium 1966 als Diplom-Volkswirt ab. Mit seiner Dissertation Kollektive Haushalte und gemeinwirtschaftliche Unternehmungen: Probleme ihrer Koordination wurde er im Dezember 1970 zum Dr. rer. oec. promoviert. Von 1968 bis 1971 war er wissenschaftliche Hilfskraft bei Clemens August Andreae am Institut für Finanzwissenschaft an der Universität Innsbruck und von 1972 bis 1974 Research Fellow am Internationalen Institut für Management und Verwaltung am West-Berliner Wissenschaftszentrum (WZB). Dort schloss er nach eigenen Aussagen Freundschaft mit dem türkischen Ökonomen Murat R. Sertel, mit dem er zur Entscheidungstheorie und Präferenztheorie arbeitete und mehrere Artikel und Diskussionspapiere veröffentlichte.
1975 habilitierte sich Van der Bellen im Fach Finanzwissenschaften und wurde 1976 zum außerordentlichen Universitätsprofessor an der Universität Innsbruck ernannt, wo er bis 1980 blieb. Noch während dieser Zeit ging er nach Wien und lehrte und forschte parallel von 1977 bis 1980 an der Verwaltungsakademie des Bundes. Von 1980 bis 1999 war er ordentlicher Universitätsprofessor für Volkswirtschaftslehre an der Universität Wien. Zwischen 1990 und 1994 war er dort Dekan beziehungsweise stellvertretender Dekan an der Sozial- und wirtschaftswissenschaftlichen Fakultät. Im Oktober 1999, als er Klubobmann der Grünen im Parlament wurde, ließ er sich als Professor an der Universität Wien karenzieren und war dies bis Jänner 2009. Mit Februar desselben Jahres ging Van der Bellen in den Ruhestand.
Schwerpunkte seiner Forschung lagen in den Bereichen Planungs- und Finanzierungsverfahren im öffentlichen Sektor, Infrastrukturfinanzierung, Steuerpolitik, öffentliche Ausgaben, staatliche Regulierungspolitik, öffentliche Unternehmen sowie Umwelt- und Verkehrspolitik. Er veröffentlichte in Fachzeitschriften wie Die Betriebswirtschaft, Econometrica, Journal of Economic Theory, Österreichische Zeitschrift für Politikwissenschaft, Public Choice, Wirtschaftspolitische Blätter und Zeitschrift für öffentliche und gemeinwirtschaftliche Unternehmen.

## Politische Karriere

### Partei
Nach eigenen Angaben wählte Van der Bellen bei einer Gemeinderatswahl in Innsbruck in den 1970er-Jahren „aus Frust“ die Kommunistische Partei Österreichs (KPÖ). Van der Bellen war von Mitte der 1970er bis Ende der 1980er Jahre Mitglied der SPÖ und wandte sich dann der Umweltbewegung zu. Sein einstiger Doktorand Peter Pilz, der damalige Bundessprecher der Grünen, holte Van der Bellen in die Partei. Diesen Wandel bezeichnete Van der Bellen später als Entwicklung „von einem arroganten Antikapitalisten zum großzügigen Linksliberalen“, wobei sich auch letzteres Selbstverständnis laut seiner Autobiografie von 2015 zu einem „Liberalismus angelsächsischer Prägung“ gewandelt habe.
1992 wurde Van der Bellen von den Grünen für das Amt des Rechnungshofpräsidenten vorgeschlagen, unterlag jedoch dem ÖVP-nahen Franz Fiedler. Nachdem die Grünen bei der Nationalratswahl 1995 am 17. Dezember Verluste eingefahren hatten, übernahm Van der Bellen im Dezember 1997 (während der XX. Gesetzgebungsperiode; 15. Jänner 1996 bis 28. Oktober 1999) mit 82,3 % der Delegiertenstimmen von Christoph Chorherr den Parteivorsitz und blieb bis Oktober 2008 mit fast elf Jahren der bislang am längsten amtierende Bundessprecher in der Geschichte der österreichischen Grünen.
Das Amt des Parteivorsitzenden übernahm er bei einem damaligen Umfragewert von 4,8 %. Bei den folgenden drei Nationalratswahlen führte Van der Bellen die Partei zu jeweils neuen Höchstständen: Nationalratswahl 1999 am 3. Oktober auf 7,4 %, Nationalratswahl 2002 am 24. November 2002 auf 9,5 % und Nationalratswahl 2006 am 1. Oktober 2006 auf 11,05 %.
Nach den Verlusten der Nationalratswahl 2008 am 28. September, bei der die Grünen auf 10,11 % zurückfielen, trat Van der Bellen, zwischenzeitlich medial als „der grüne Professor“ tituliert, am 3. Oktober 2008 als Bundessprecher zurück. Er übergab das Amt an die damalige Dritte Nationalratspräsidentin Eva Glawischnig-Piesczek, die als designierte Bundessprecherin am 24. Oktober einstimmig zur neuen geschäftsführenden Parteichefin gewählt und später auf dem Bundeskongress bestätigt wurde.

### Abgeordneter zum Nationalrat

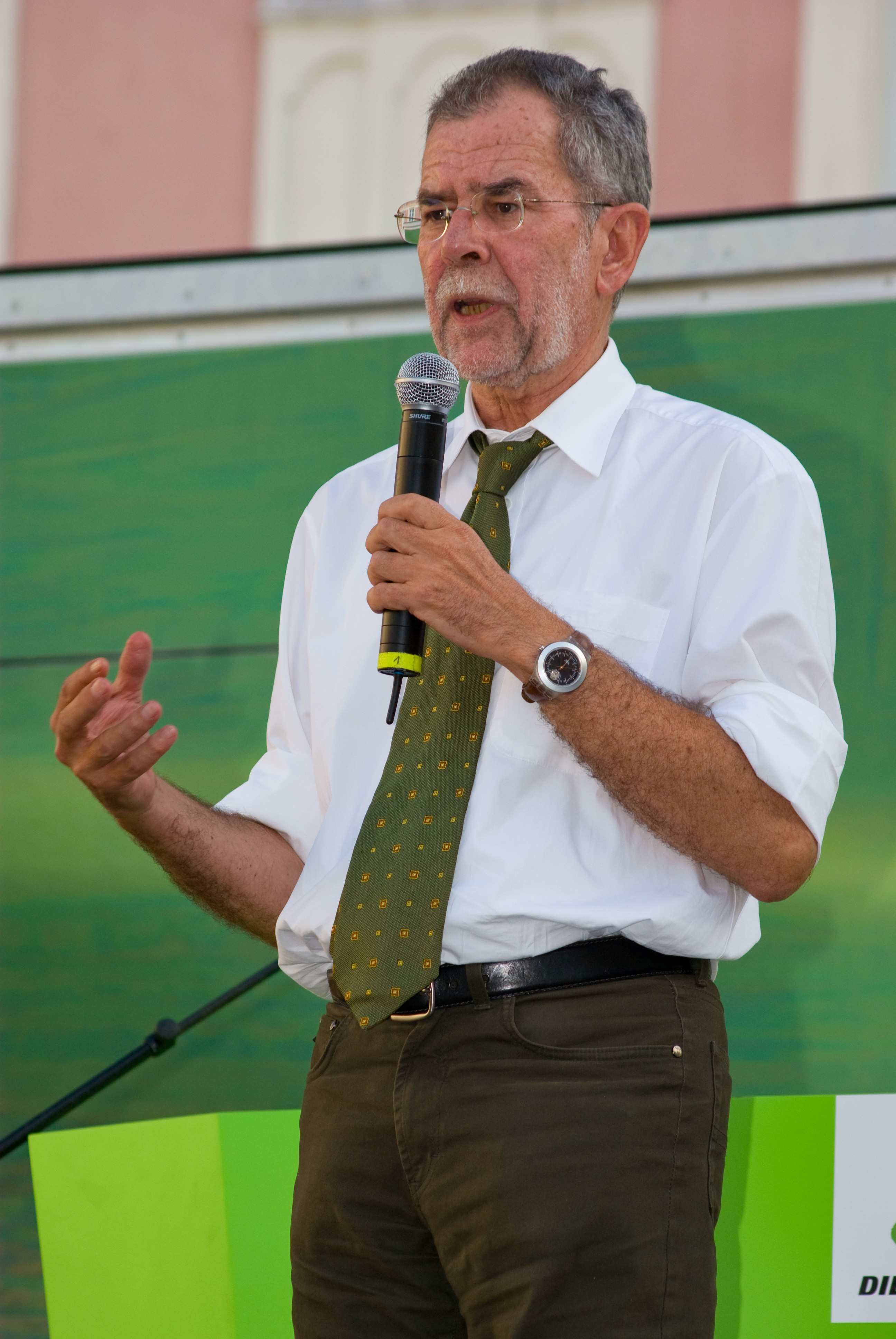
Alexander Van der Bellen als Bundessprecher der Grünen im Wahlkampf vor der Nationalratswahl in Österreich 2008

Mit Beginn der XIX. Gesetzgebungsperiode am 7. November 1994 zog Alexander Van der Bellen erstmals für die Grünen als Abgeordneter in den Nationalrat ein und war dies durchgängig von 1994 bis 2012. Während der XXIV. Gesetzgebungsperiode schied er mit 5. Juli 2012 aus dem Nationalrat aus. Von 1999 bis 2008 war er Klubobmann des Grünen Klubs im Parlament.
Während seiner Nationalratszeit war er u. a. Mitglied des Budget-, des Haupt-, des Wissenschafts-, des Finanz-, Industrie- (als Obmannstellvertreter), des Geschäftsordnungs- und des Außenpolitischen Ausschusses (als Schriftführer und Obmannstellvertreter) sowie Mitglieder mehrerer Unterausschüsse. 2009/10 war er Ersatzmitglied und von 2010 bis 2012 Mitglied der österreichischen Delegation zur Parlamentarischen Versammlung des Europarates in Straßburg.
Nach der Nationalratswahl 2008 wurde er von den Grünen, die nicht mehr drittstärkste Kraft waren, als Gegenkandidat zum umstrittenen FPÖ-Kandidaten Martin Graf für das Amt des Dritten Nationalratspräsidenten vorgeschlagen, gegen den er in der Abstimmung am 28. Oktober 2008 jedoch unterlegen war: Graf wurde mit 109 von 156 gültigen Stimmen gewählt, auf Van der Bellen entfielen nur 27, weitere 20 Stimmen auf andere Abgeordnete.

### Universitätsbeauftragter der Stadt Wien
Im Februar 2011 wurde Van der Bellen von der am 25. November 2010 ins Amt gewählten rot-grünen Stadtregierung (Landesregierung und Stadtsenat Häupl V; SPÖ Wien und Die Grünen Wien) zum Beauftragten für Universitäten und Forschung (auch: Beauftragter der Stadt Wien für Universitäten und Forschung, so 2013 bezeichnet) ernannt. Während er selbst diese Tätigkeit – neben seinem noch ausgeübten Nationalratsmandat – ehrenamtlich ausübte, wurde die für ihn neu errichtete Stabsstelle mit einem Budget von 210.000 Euro jährlich für die Infrastruktur dotiert.
Als Universitätsbeauftragter setzte er sich ein für die Verbesserung des Verhältnisses zwischen der Stadt Wien und den dort ansässigen Hochschulen, also den Universitäten, Fachhochschulen und Privatuniversitäten. Auf seine Initiative kam es erstmals zu regelmäßigen Treffen zwischen Vertretern der Wiener Hochschulen und der Magistratsabteilung 35 (Magistrat der Stadt Wien), um die Zusammenarbeit in Einreise- und Aufenthaltsangelegenheiten für Studierende und Forscher aus Drittstaaten zu verbessern. Die Initiative wurde von der Österreichischen Universitätenkonferenz – Die Österreichische Rektorenkonferenz (uniko) aufgegriffen und von Wien auf ganz Österreich ausgedehnt. Auf Initiative des Universitätsbeauftragten Van der Bellen wurde die Wiener Hochschulrunde, ein informelles Beratungsgremium von Rektoren und Vizerektoren Wiener Hochschulen einschließlich der Forschungseinrichtung Institute of Science and Technology Austria (IST Austria) ins Leben gerufen.
Seine Funktion wollte er mit der Aufnahme seines Wiener Mandats (siehe nachstehend) zurücklegen, tatsächlich übte er sie bis zum Ende der Wiener Legislaturperiode im Herbst 2015 mit seinem gleichzeitigen Ausscheiden aus dem Wiener Landtag und Gemeinderat aus.

### Abgeordneter im Wiener Landtag und Gemeinderat
Bei der Landtags- und Gemeinderatswahl in Wien 2010 am 10. Oktober kandidierte Van der Bellen auf dem 29. Listenplatz der Wiener Grünen. Mit dem Wahlslogan „Go Professor go!“ erreichte er 11.952 Vorzugsstimmen und schaffte damit eine Vorreihung auf den ersten Platz. Obwohl er vor der Wahl in einigen Interviews betonte „Sollte ich die Vorzugsstimmen bekommen und es zu Rot-Grün kommen, ziehe ich auf jeden Fall in den Landtag ein“, nahm er das Gemeinderatsmandat nach der Wahl dennoch nicht an und verblieb bis 5. Juli 2012 im Nationalrat.
Am 14. Juni 2012 gab Van der Bellen in einer Pressekonferenz bekannt, vom Nationalrat in den Wiener Gemeinderat und Landtag zu wechseln. Mit 5. Juli 2012 schied er aus dem Nationalrat aus. Die Angelobung erfolgte im September 2012 bei der ersten Gemeinderatssitzung nach der Sommerpause. Im Jänner 2015 wurde bekannt, dass sich Van der Bellen mit Ende der Legislaturperiode aus der Wiener Kommunalpolitik zurückziehen werde. Bei der internen Listenwahl der Wiener Grünen am 14. Februar trat er, nach Verstreichen der Bewerbungsfrist, bei der parteiinternen Kandidatur nicht mehr an. Damit stand er auch bei der Landtags- und Gemeinderatswahl in Wien 2015 im Herbst nicht mehr auf einem wählbaren Platz auf den Wahllisten der Grünen.

### Bundespräsidentenwahl 2016

#### Vor der Wahl
Seit August 2014 wurde Alexander Van der Bellen als Kandidat für das Amt des neunten österreichischen Bundespräsidenten der Zweiten Republik gehandelt. Die Grünen ließen über die Medienagentur Media Brothers des für das grüne Kommunikationsteam tätigen Stephan Gustav Götz im November 2014 die Domain vdb2016.at für eine mögliche Präsidentschaftskandidatur Van der Bellens reservieren. Diese ist seit 6. Jänner 2016 auf den Verein Gemeinsam für Van der Bellen delegiert.
Am 8. Jänner 2016 gab Van der Bellen in einer Videobotschaft offiziell seine Kandidatur zur Bundespräsidentenwahl 2016 bekannt. Van der Bellen trat als unabhängiger, nicht von einer Partei nominierter, Kandidat für das Amt des Bundespräsidenten an. Dies brachte dem von 1997 bis 2008 bisher am längsten amtierenden Bundesparteiobmann der Grünen einige Kritik ein, da er als aktives Parteimitglied nach wie vor seiner Partei zugerechnet und vielfach nicht als unabhängig wahrgenommen wurde. Allerdings stellte Van der Bellen seine Parteimitgliedschaft bei den Grünen am 23. Mai 2016 ruhend, um damit seinen Willen zu einer überparteilichen Amtsführung zu demonstrieren. Unabhängig davon unterstützten die Grünen ihn während der Wahlkampagne; so stellten die Grünen dem Verein „Gemeinsam für Van der Bellen – Unabhängige Initiative für die Bundespräsidentschaftswahl 2016“ für den Wahlkampf sechs Mitarbeiter und Räumlichkeiten als Sachspenden sowie 1,2 Millionen Euro zur Verfügung. Der Unterstützungsverein hat seinen Vereinssitz an der Adresse der Grünen Bundespartei; Vorstandsvorsitzender des Vereins ist Van der Bellens Wahlkampfmanager Lothar Lockl. Für die Wiederholung des 2. Wahlgangs erhielt der Verein insgesamt 18.398 Einzelspenden, zusammen etwa 2,7 Millionen Euro. Im Vergleich dazu erhielt Van der Bellens Stichwahlgegner, Norbert Hofer, von seiner Partei FPÖ 3,4 Millionen Euro; allerdings vermuteten die Grünen, dass diese Summe nur Geld- und keine Sachspenden von Hofers Partei umfasste.
Durch die Kandidatur als unabhängiger Kandidat ersparte sich Van der Bellen nach eigener Aussage unter anderem die Zustimmung des grünen Bundeskongresses. Damit wurden Diskussionen mit der Parteibasis wie auch Berichte über ein eventuell nicht einstimmiges Abstimmungsergebnis umgangen. Für ihn als parteiunabhängigen Kandidaten wäre es rechtlich nicht erforderlich gewesen, die Wahlkampfspenden offenzulegen; dennoch veröffentlichte sie der Verein „Gemeinsam für Van der Bellen“ auf seiner Website.

#### Wahlgänge

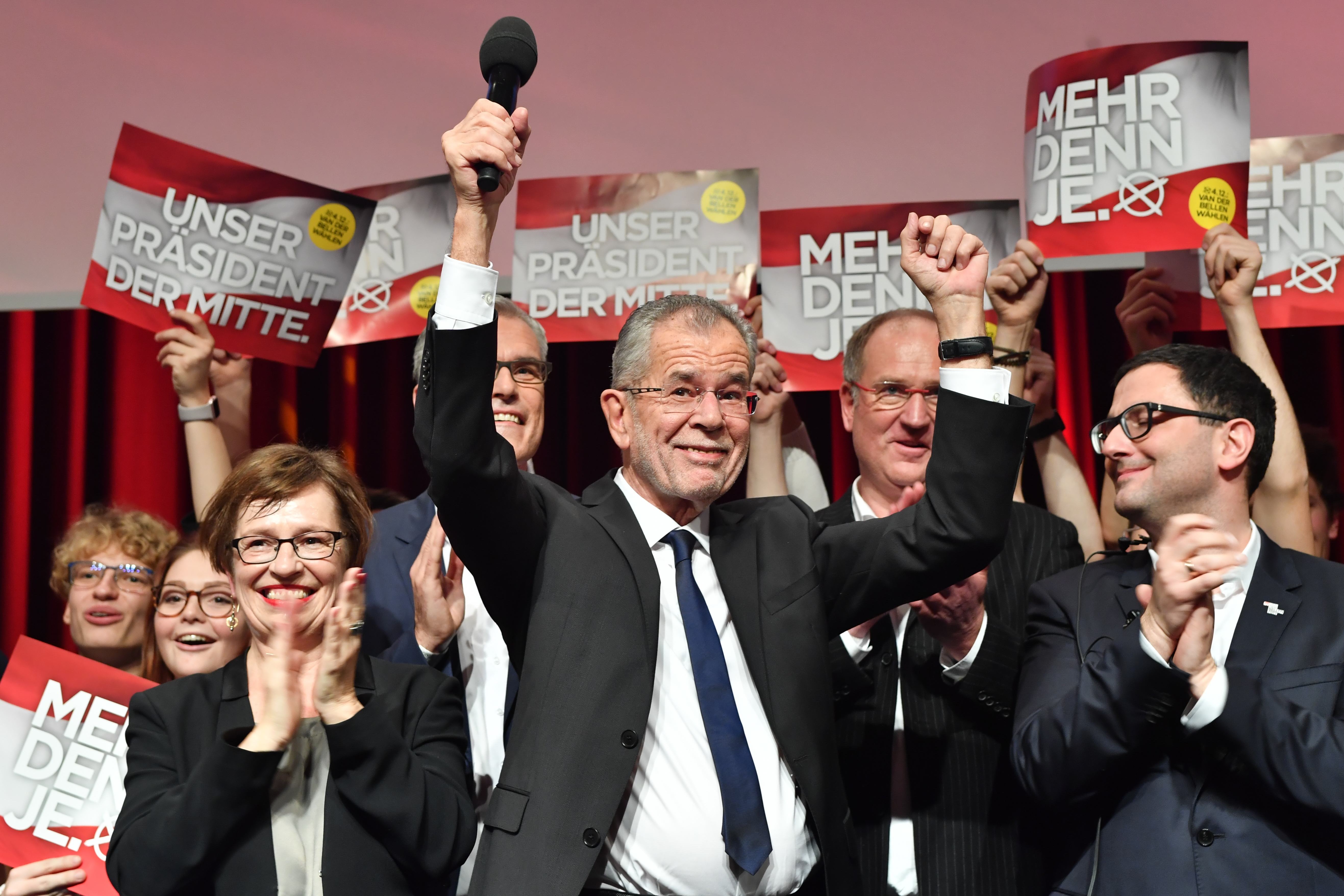
Van der Bellen nach der gewonnenen Wiederholung der Bundespräsidenten-Stichwahl am 4. Dezember 2016

Van der Bellen erreichte im ersten Wahlgang der Bundespräsidentenwahl 2016 mit 21,34 % der Stimmen den zweiten Platz hinter Norbert Hofer (FPÖ) mit 35,05 %.

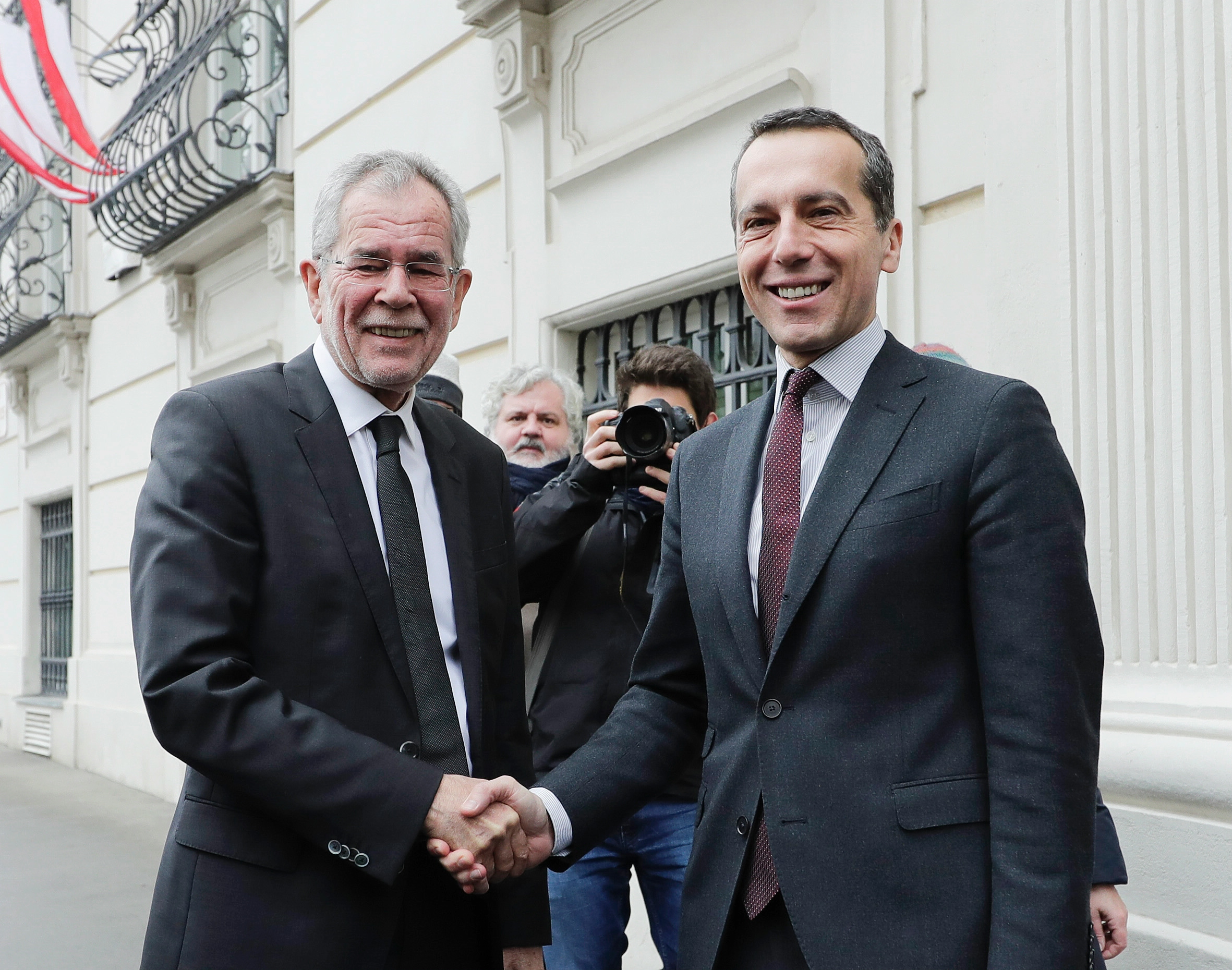
Van der Bellen mit Bundeskanzler und SPÖ-Chef Christian Kern (2016)

Nachdem sich die ehemaligen ÖVP-Bundesparteiobmänner Erhard Busek, Wilhelm Molterer und Josef Riegler bereits im ersten Wahlgang für die Wahl Van der Bellens ausgesprochen hatten, was zu Irritationen insbesondere bei Mitgliedern der eigenen Partei geführt hatte, veröffentlichten sie mit ihrer Unterzeichnung – gemeinsam mit OeNB-Präsident Claus Raidl und der Ex-Ministerin Maria Rauch-Kallat – einen „Appell“ genannten offenen Brief. Diese Initiative wurde von „zwei bekannten Querdenker[n] der ÖVP“ initiiert, namentlich dem Generalsekretär des Sparkassenverbands Michael Ikrath und dem ehemaligen ÖVP-Nationalratsabgeordneten Ferdinand Maier. In dem „Appell“ riefen sie „mit klar kritischen Anmerkungen zum FPÖ-Kandidaten Norbert Hofer“ für die Wahl Van der Bellens und gegen „Weißwählen“ (zählt rechtlich als ungültige Stimme) und Nichtwählen auf. Im Weiteren haben teils ranghohe Politiker den offenen Brief „nicht aus Begeisterung, aber nach reiflicher Überlegung“ unterzeichnet, der Ex-EU-Agrarkommissar Franz Fischler, der Kärntner Altlandeshauptmann Christof Zernatto und der ÖVP-Delegationsleiter im EU-Parlament Othmar Karas, sowie Personen aus Wirtschaft, Gesellschaft und von NGOs. Mit Josef Pröll war auch der vierte Alt-ÖVP-Obmann, der auch im Personenkomitee sitzt, für Van der Bellen engagiert. Im Personenkomitee Van der Bellens waren zahlreiche Bürger, darunter prominente Künstler, renommierte Wissenschaftler und parteiübergreifend Spitzenpolitiker vertreten.
Öffentlich haben sich, von Journalisten darauf angesprochen, auch der Wiener Landeshauptmann und Bürgermeister sowie Wiener SPÖ-Vorsitzende Michael Häupl und der gerade davor neu angelobte Bundeskanzler und designierte SPÖ-Bundesvorsitzende Christian Kern während dessen Antrittspressekonferenz am 17. Mai zur Wahl von Van der Bellen in der Stichwahl bekannt. Irmgard Griss hingegen, Van der Bellens Mitbewerberin im ersten Wahlgang und unter anderem von den liberalen NEOS unterstützt, sprach sich lange gegen eine Wahlempfehlung für einen der beiden „Stichwahl“-Kandidaten aus. Ebenso lange hielt sie sich bezüglich ihres Wahlverhaltens im zweiten Wahlkampf, unter Berufung auf das Wahlgeheimnis, bedeckt. Erst am 18. Mai stellte sie sich in einer gemeinsamen Pressekonferenz hinter den Kandidaten Van der Bellen.
Im zweiten Wahlgang am 22. Mai 2016 (Stichwahl) fiel das vorläufige amtliche Endergebnis noch ohne Briefwahlstimmen knapp aus: Hofer erhielt 51,93 % (+15,88 % zum ersten Wahlgang); Van der Bellen 48,07 % (+26,73 %). So stand am Wahlabend noch kein Gewinner fest. Am Folgetag verkündete Innenminister Wolfgang Sobotka das vorläufige amtliche Endergebnis, wonach Van der Bellen 50,35 % und Hofer 49,64 % der Stimmen erlangten. Die absolute Differenz betrug 31.026 Stimmen, die Wahlbeteiligung 72,7 %.
Mit der Verkündung des Endergebnisses erfolgte eine kleine Korrektur, da in einem Wahlkreis Stimmen doppelt gerechnet wurden, wonach sich die Differenz auf unter 31.000 gültige Stimmen verringerte und lediglich die dritte Nachkommastelle verändert wurde.
Nach der Wahl bekräftigte Van der Bellen als designierter Bundespräsident am 25. Mai 2016 seinen Standpunkt, dass er der FPÖ keinen Auftrag zur Regierungsbildung erteilen werde, selbst wenn sie die stimmenstärkste Partei werden sollte. Dies wäre ein Novum in der Geschichte der Zweiten Republik, da bisher alle Bundespräsidenten den Regierungsbildungsauftrag dem Vorsitzenden der stimmenstärksten Partei erteilt hatten.
Am 8. Juni brachte der FPÖ-Vorsitzende Heinz-Christian Strache als Zustellungsbevollmächtigter des Wahlwerbers Norbert Hofer, vertreten durch Dieter Böhmdorfer, eine 150-seitige Beschwerdeschrift beim Verfassungsgerichtshof ein, die Mängel bei der Durchführung des zweiten Wahlgangs aufzeigen sollte. Dieser beraumte von 20. bis 23. Juni 2016 eine öffentliche Verhandlung zur Zeugeneinvernahme an. Am 1. Juli 2016 gab der Verfassungsgerichtshof der Wahlanfechtung der FPÖ statt.
Wegen Unregelmäßigkeiten bei der Auszählung der Briefwahlstimmen musste die Wahl in ganz Österreich wiederholt werden.

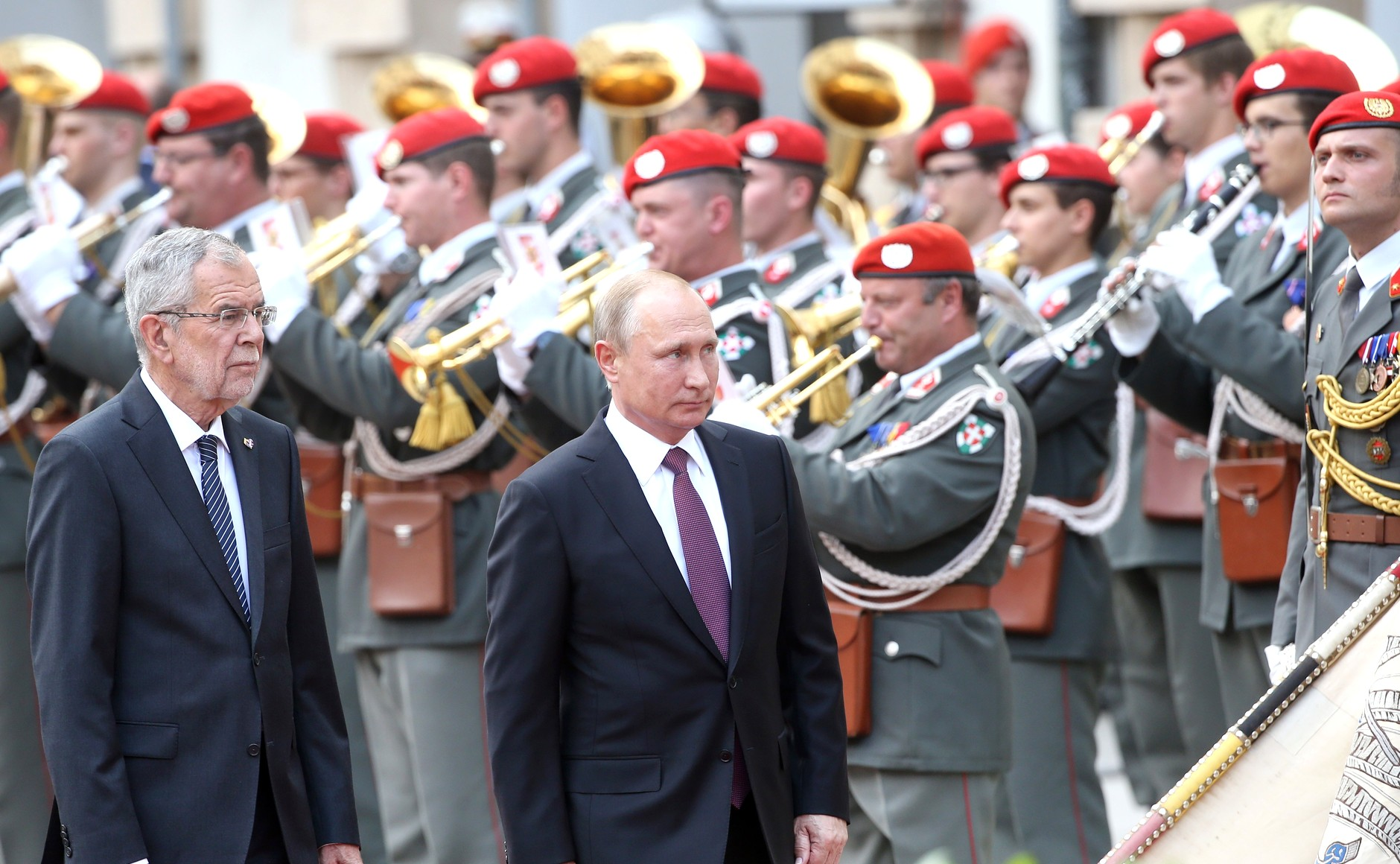
Alexander Van der Bellen mit dem russischen Präsidenten Wladimir Putin bei dessen Staatsbesuch in Österreich (2018)

Van der Bellen gewann auch die auf den 4. Dezember 2016 verschobene zweite Stichwahl und erhielt dabei 53,8 % der gültigen Stimmen (Wahlbeteiligung 74,2 %). Betrug der Vorsprung des Wahlsiegers Van der Bellen bei der Stichwahl im Mai 2016 nur knapp 31.000 Stimmen, konnte er bei der Stichwahl im Dezember 2016 den Vorsprung auf über 348.000 Stimmen ausbauen.

## Amtszeit als Bundespräsident

### Angelobung
Mit der Angelobung am 26. Jänner 2017 trat Van der Bellen sein Amt an.
Nach seiner Antrittsrede empfing er die Bundesregierung Kern und wurde mit einem militärischen Festakt als neuer Oberbefehlshaber des Bundesheeres begrüßt. Van der Bellen war nach Raimonds Vējonis das zweite Staatsoberhaupt Europas, das aus einer grünen Partei stammt.

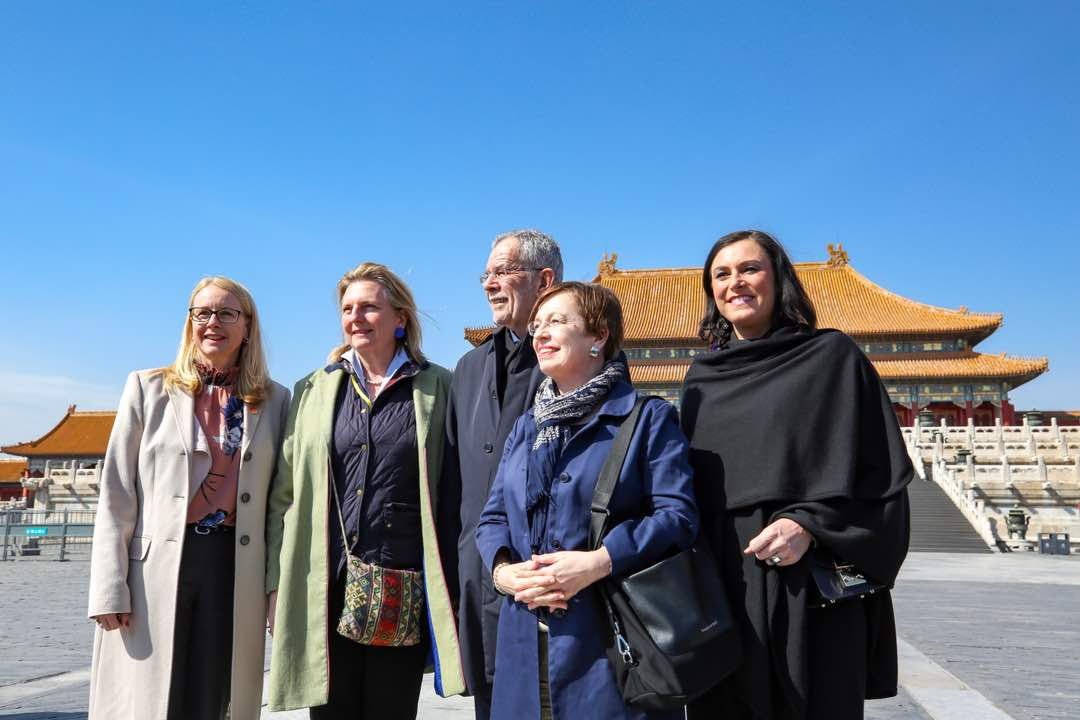
Van der Bellen und Doris Schmidauer mit den Ministerinnen Margarete Schramböck, Karin Kneissl und Elisabeth Köstinger in der Verbotenen Stadt in Peking am 6. April 2018

### Staatsbesuch in China 2018
Der vom 7. bis 12. April 2018 dauernde historisch größte Staatsbesuch von Österreich in China wurde von Van der Bellen und Bundeskanzler Sebastian Kurz (ÖVP) geleitet. Außenministerin Karin Kneissl (FPÖ) sowie die Ministerinnen bzw. Minister für Umwelt, Wirtschaft und Infrastruktur und Wirtschaftskammer-Präsident Christoph Leitl und rund 170 Wirtschaftstreibende ergaben samt Begleitung und Presseleuten insgesamt etwa 250 Teilnehmende, die auch die chinesische Staatsführung bis hinauf zu Präsident Xi Jinping trafen. Wirtschaftlicher Austausch mit der aufstrebenden Macht China, Entwicklung und Nachhaltigkeit, aber auch Menschenrechte und der Austausch von Pandabären waren Themen.

### Politische Interventionen

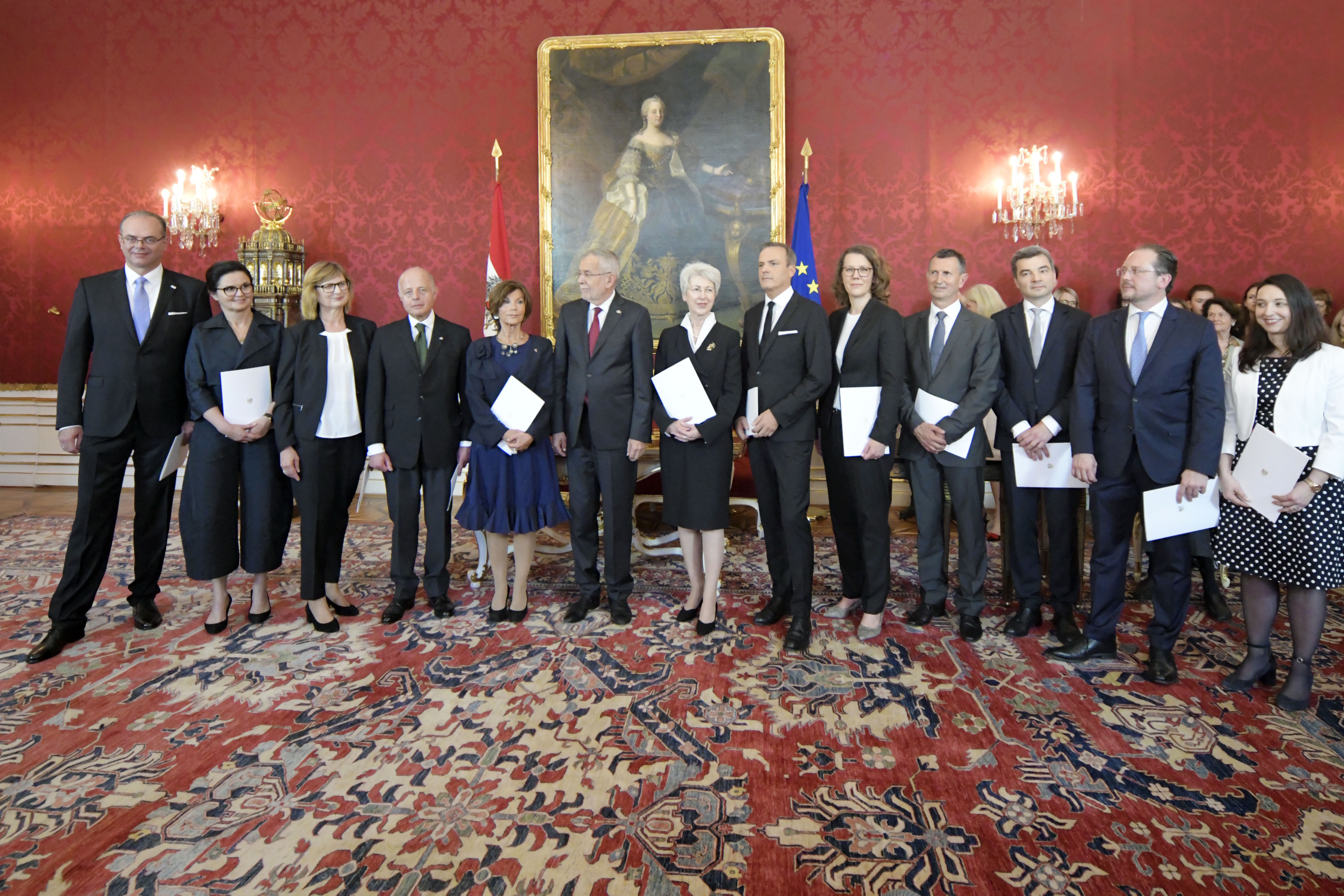
Van der Bellen bei der Angelobung der Bundesregierung Bierlein im Maria-Theresien-Zimmer der Wiener Hofburg

In Van der Bellens erster Amtszeit als Bundespräsident gab es ungewöhnlich häufige Regierungswechsel. Bis Dezember 2021 lobte er 125 Regierungsmitglieder an, und er musste mehrere in der Verfassungspraxis seltene oder nicht zuvor dagewesene Situationen bewältigen.
Infolge der Ibiza-Affäre kündigte Bundeskanzler Sebastian Kurz (ÖVP) die türkis-blaue Koalition mit der FPÖ auf. Der Bundespräsident entließ daraufhin am 22. Mai 2019 auf Kurz’ Bitten Innenminister Herbert Kickl (FPÖ) und enthob auf deren Wunsch auch die übrigen FPÖ-Minister ihrer Ämter. Für die Übergangszeit bis zu einer vorgezogenen Neuwahl ernannte er vier vom Bundeskanzler vorgeschlagene parteilose Experten zu Ministern. Schon fünf Tage später erlitt die geschäftsführende ÖVP-Minderheitsregierung unter Kurz ein Misstrauensvotum der Opposition im Nationalrat. Van der Bellen enthob daher am 28. Mai 2019 – als erster Bundespräsident der Zweiten Republik – die Regierung des Amtes. Mit der einstweiligen Fortführung der Amtsgeschäfte des Bundeskanzlers betraute er anschließend den bisherigen Finanzminister und Vizekanzler Hartwig Löger (ÖVP). Zwei Tage später beauftragte Van der Bellen die Präsidentin des Verfassungsgerichtshofs Brigitte Bierlein mit der Bildung einer neuen Bundesregierung und gelobte am 3. Juni 2019 ihr Kabinett aus Parteilosen (überwiegend Beamten) an. Es blieb sieben Monate bis zum Antritt der türkis-grünen Bundesregierung Kurz II im Amt.
Ebenfalls zum ersten Mal in der Geschichte der Republik ordnete Van der Bellen am 24. Juni 2021 die Exekution eines Erkenntnisses des Verfassungsgerichtshofs gemäß Art. 146 Absatz 2 Bundes-Verfassungsgesetz an. Der Gerichtshof hatte den Bundespräsidenten um die Durchsetzung seiner Entscheidung ersucht, nachdem Finanzminister Gernot Blümel (ÖVP) der Verpflichtung zur Herausgabe von Unterlagen zur Ibiza-Affäre an den Untersuchungsausschuss nicht vollumfänglich nachgekommen sei. Van der Bellen beauftragte daraufhin das Landesgericht für Strafsachen Wien, die angeführten Daten sicherzustellen, zu sichten und, soweit sie von der Vorlagepflicht umfasst waren, dem Untersuchungsausschuss vorzulegen.
Nach der Nationalratswahl 2024 befand sich Van der Bellen vor der Situation, dass die FPÖ erstmals stimmenstärkste Kraft im Nationalrat wurde, alle anderen Parlamentsparteien eine Koalition mit ihr bzw. ihrem Obmann Herbert Kickl jedoch ausschlossen. Als Reaktion darauf brach Van der Bellen erstmals mit der (gesetzlich nicht vorgeschriebenen) Gepflogenheit, die stimmenstärkste Partei mit der Regierungsbildung zu beauftragen und beauftragte stattdessen die zweitplatzierte ÖVP. Anfang 2025 gab ÖVP-Obmann und Bundeskanzler Karl Nehammer jedoch den Auftrag nach Scheitern der Verhandlungen mit SPÖ und Neos zurück und erklärte seinen Rücktritt. Die geänderten politischen Umstände führten dazu, dass Van der Bellen Kickl letztlich doch den Regierungsbildungsauftrag erteilte. FPÖ und ÖVP führten dann Regierungsverhandlungen, die im Februar 2025 ohne Ergebnis beendet wurden. Am 3. März 2025 gelobte Van der Bellen die Bundesregierung Stocker – eine Koalition aus ÖVP, SPÖ und NEOS – mit Christian Stocker (ÖVP) als Bundeskanzler an.

### Wiederwahl als Bundespräsident
Bei der Bundespräsidentenwahl 2022 stellte sich Van der Bellen der Wiederwahl. Er gewann die Wahl gegen seine sechs Gegenkandidaten laut amtlichem Endergebnis im ersten Wahlgang mit 56,69 % der Stimmen, insgesamt entfielen 2.299.590 Stimmen auf ihn. Er wurde damit als Bundespräsident der Republik Österreich wiedergewählt.  Am 26. Jänner 2023 wurde Van der Bellen für eine zweite Amtszeit angelobt.
Da SPÖ und FPÖ am 18. August 2023, somit während der tagungsfreien Zeit, ein Verlangen auf Abhaltung einer Sondersitzung des Nationalrats eingebracht haben, musste Van der Bellen innerhalb von 14 Tagen eine außerordentliche Tagung einberufen.

## Politische Positionen

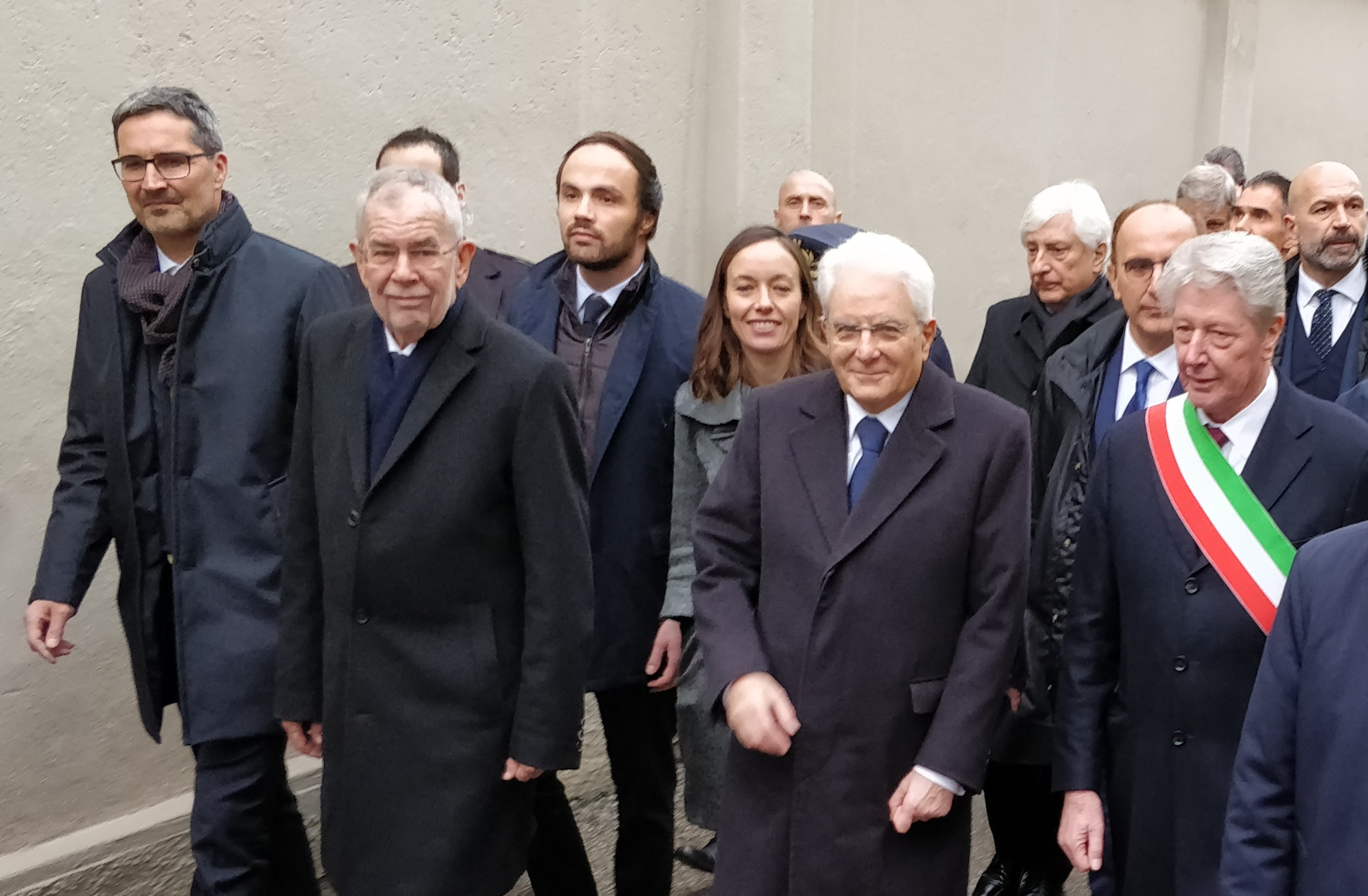
Van der Bellen mit Sergio Mattarella, Präsident der Italienischen Republik, dem Landeshauptmann Südtirols, Arno Kompatscher, und dem Bozner Bürgermeister Renzo Caramaschi in Bozen am 23. November 2019

Van der Bellen kündigte während des Wahlkampfes um das Amt des Bundespräsidenten mehrmals an, die rechtspopulistische, teilweise als rechtsextrem kritisierte FPÖ nicht mit der Regierungsbildung zu beauftragen, selbst wenn diese nach einer Wahl stimmenstärkste Partei wäre. Vor seiner zweiten Angelobung zum Bundespräsidenten im Jänner 2023 bekräftigte er diese Position und distanzierte sich von Herbert Kickl. Er werde „eine antieuropäische Partei, eine Partei, die den Krieg Russlands gegen die Ukraine nicht verurteilt, nicht durch meine Maßnahmen noch zu befördern versuchen“.
Er ist ein Befürworter der Europäischen Union, der liberalen Demokratie und der Menschenrechte. Er warnt in seinen Reden immer wieder vor autoritären Tendenzen, Hass und Antisemitismus.
Van der Bellen gilt als Mahner in der Umwelt- und Klimapolitik. Klimanotstand und Treibhauseffekt seien wissenschaftlich bewiesen, „wie ignorant muss man sein, wie entfernt von der Natur, um das nicht wahrzunehmen?“. „Wer da noch glaubt, viel Zeit zu haben, irrt sich in historischem Ausmaß“, so Van der Bellen. Im Vorfeld der Weltklimakonferenz in Katowice 2018 konnte Van der Bellen zahlreiche europäische Staatsoberhäupter dafür gewinnen, einen gemeinsamen Appell an die internationale Staatengemeinschaft zu unterzeichnen. Die Auswirkungen der Klimakrise seien bereits heute weltweit spürbar, diese sei eine Bedrohung für die globale Stabilität und Sicherheit.
Van der Bellen unterstützt die LGBT-Community und die alljährlich stattfindende Regenbogenparade (Vienna Pride). Er war das erste amtierende Staatsoberhaupt, das bei der Europride 2019 in Wien eine Rede hielt. Bereits vor der Nationalratswahl 2008 sprach er sich für die gleichgeschlechtliche Ehe aus.
Van der Bellen ist bekennender Feminist.
2002 sprach sich Van der Bellen indirekt für eine Cannabis-Legalisierung – unter Berücksichtigung des Jugendschutzes – aus und behauptete, Cannabis sei keine Droge.
2015 äußerte sich Van der Bellen in einem Interview als Befürworter des Handelsabkommens TTIP („Die Vorteile liegen […] auf der Hand. Vor lauter Alarmschlagen wird man allzu leicht taub und blind für die langfristige Perspektive.“). Im Februar 2016 äußerte er sich jedoch gegen das Abkommen. Er befürwortete im November 2016 das Freihandelsabkommen CETA. Die Vereinbarkeit von Schiedsgerichten mit europäischem Recht müsse aber noch geprüft werden.
Während einer Rede bei einer Veranstaltung der Grünen-Fraktion im Deutschen Bundestag im März 2016 plädierte er dafür, dass die EU zu „Vereinigten Staaten von Europa“ werden sollten. Er befürwortete im November 2016 die Bildung einer EU-Armee, sofern die österreichische Neutralität beibehalten werde.
Van der Bellen forderte im Mai 2016 mehr Humanismus in der Flüchtlingspolitik und lehnte im Jänner 2016 die von der Regierung beschlossene Flüchtlingsobergrenze von 37.500 Asylanträgen 2016 ab. Am 29. Jänner 2021 äußerte er anlässlich der Abschiebung von gut integrierten Kindern und Jugendlichen mit ausländischer Staatsbürgerschaft: „Ich kann und will nicht glauben, dass wir in einem Land leben, wo dies wirklich notwendig ist.“

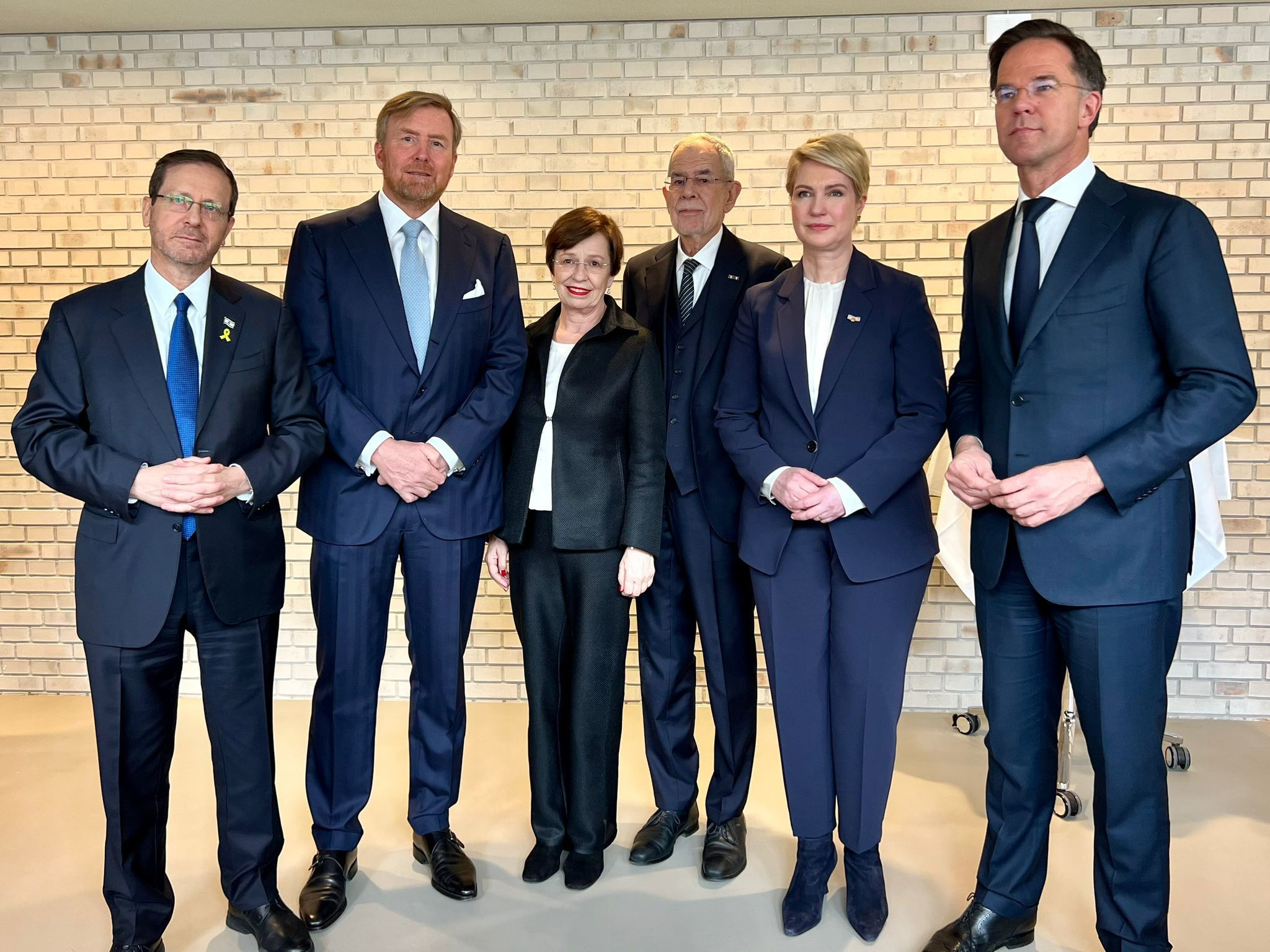
Der israelische Präsident Jitzchak Herzog, der niederländische König Willem-Alexander, Doris Schmidauer, Alexander Van der Bellen, die deutsche Bundesratspräsidentin Manuela Schwesig und der niederländische Ministerpräsident Mark Rutte bei der Eröffnung des Nationaal Holocaust Museum in Amsterdam am 10. März 2024

In der Außenpolitik setzt sich Van der Bellen für den EU-Beitritt der Staaten des Westbalkans (Serbien, Bosnien und Herzegowina, Montenegro, Kosovo, Albanien und Nordmazedonien) und der Republik Moldau ein. Er ist gegen eine Anerkennung der russischen Annexion der Krim sowie gegen eine Verlegung der österreichischen Botschaft in Israel nach Jerusalem, solange Jerusalem nicht die international anerkannte Hauptstadt Israels ist. Daneben kritisierte er die Pro-Erdoğan-Demonstrationen in Österreich, mahnte jedoch, dabei nicht in eine Anti-Islam-Stimmung zu verfallen.
Im Russisch-ukrainischen Krieg positioniert sich Van der Bellen als Unterstützer der Ukraine. Er besuchte Präsident Wolodymyr Selenskyj in Kiew im Februar 2023. Zum zweiten Jahrestag des russischen Angriffs im Februar 2024 sagte Van der Bellen: „Die Ukraine gehört zur europäischen Familie“. Er lobte den „heldenhaften Widerstand“ der Ukrainer. „Ihr Opfer darf nicht vergeblich sein.“ „Österreich steht in unverbrüchlicher Solidarität an der Seite der Ukraine. Unsere ukrainischen Freunde verteidigen nicht nur ihr Land, sie verteidigen letztendlich unsere Freiheit, unsere Art zu leben und unsere Werte.“ Für den Tod des russischen Oppositionspolitikers und Putin-Kritikers Alexei Nawalny machte er „Wladimir Putin und sein mörderisches Regime“ verantwortlich.
In einem Interview mit dem deutschen Nachrichtenmagazin Der Spiegel im April 2024 gestand Van der Bellen ein, dass er den russischen Präsidenten Wladimir Putin falsch eingeschätzt habe. „Ich dachte, er würde sich mit der unentschuldbaren völkerrechtswidrigen Annexion der Krim und dem Landzugang dorthin zufriedengeben. Tut mir leid, völlige Fehleinschätzung“, so Van der Bellen. Putin sei „ein Aggressor“, stellte der Bundespräsident fest. Der russische Präsident lebe im 18. Jahrhundert. Van der Bellen ist für eine gemeinsame Außen- und Verteidigungspolitik der Europäischen Union. „Wir müssen lernen, uns zu wehren.“ Van der Bellen äußerte sich auch zu den jüngsten Spionageenthüllungen um den früheren Staatsschützer Egisto Ott: Das Ansehen Österreichs sei nicht beschädigt, „die Aufklärung ist in vollem Gange. Das finde ich beruhigend.“ Die Verbindung zum Wirecard-Skandal, zu Jan Marsalek, das sei „schon peinlich“.
Im Krieg in Israel und Gaza seit 2023 positioniert sich Van der Bellen als Unterstützer Israels. „Israels Recht, sich gegen die Hamas zu verteidigen, darf nicht in Frage gestellt werden“, betonte der Bundespräsident. Österreich stehe in „unverbrüchlicher Solidarität an der Seite Israels“, wann immer dessen Existenz bedroht sei. Der Krieg habe aber auch „enormes Leid“ über die Zivilbevölkerung in Gaza gebracht. Die Antwort darauf müsse in der „uneingeschränkten Achtung des humanitären Völkerrechts, dem umfassenden Schutz der Zivilbevölkerung und einem raschen und ungehinderten Zugang für humanitäre Hilfe für die Bevölkerung liegen“, so Van der Bellen.
Van der Bellen befürwortet die Möglichkeit von Doppelstaatsbürgerschaften. Er ist gegen Volksabstimmungen, die Grund- und Menschenrechte betreffen (z. B. Wiedereinführung der Todesstrafe).
In seinem „Tagesbefehl zum Jahreswechsel“ 2018/19 kündigte Van der Bellen als oberster Befehlshaber des Bundesheeres an, bei den Budgetverhandlungen darauf zu achten, dass „der verfassungskonforme Zustand des Bundesheeres wiederhergestellt“ werde.

## Sonstige Tätigkeiten
Van der Bellen ist einer der vier Vizepräsidenten der überparteilichen Österreichischen Gesellschaft für Außenpolitik und die Vereinten Nationen (ÖGAVN).
Weiterhin wurde er Vorstand des Instituts für Finanzwissenschaft und Steuerrecht im Bundesministerium für Finanzen (BMF) sowie Mitglied der Hochschuljubiläumsstiftung der Stadt Wien zur Förderung der Wissenschaft, des Kuratoriums des Wiener Wissenschafts-, Forschungs- und Technologiefonds (WWTF) und des Advisory Boards der Nachhaltigkeitsstrategie der OMV AG, Resourcefulness.

### Familie
Van der Bellen heiratete mit 18 Jahren und wurde mit 19 Jahren das erste Mal Vater. Seine über fünf Jahrzehnte dauernde erste Ehe mit der Lehrerin Brigitte (1943–2018), geb. Hüttner, mit der er die zwei Söhne Nicolai und Florian hat, wurde einvernehmlich geschieden. Van der Bellen ist seit Dezember 2015 mit seiner langjährigen Freundin und ehemaligen Geschäftsführerin im Grünen Parlamentsklub, Doris Schmidauer, verheiratet. Er lebt in Wien und im Kaunertal in Tirol.

### Religion
Van der Bellen trat als junger Mann aus der evangelischen Kirche aus, weil er sich über seinen lokalen Pfarrer geärgert habe. Nach eigener Aussage glaubt er nicht an den einen Gott, aber an die „Botschaft oder Vision“, die seiner Ansicht nach das Neue Testament ausmache, insbesondere den Inhalt der Bergpredigt und die Nächstenliebe. Im Jahr 2019 trat er wieder in die Evangelische Kirche Augsburgischen Bekenntnisses ein.

### Freimaurer
Nach eigenen Angaben im Oktober 2008 war Van der Bellen Mitte der 1970er Jahre in die damals einzige Freimaurerloge in Innsbruck aufgenommen worden, wobei er ungefähr ein Jahr lang an Sitzungen teilgenommen habe, was er als „aktiv gewesen“ bezeichnete. „Danach habe ich als rein passives Mitglied noch etwa zehn Jahre lang den Mitgliedsbeitrag bezahlt und bin schließlich auf meinen expliziten Wunsch hin ausgeschieden.“ In einem Wahlinterview in der ZIB 2 am 18. Mai 2016 wurde vom Moderator Armin Wolf auch die Mitgliedschaft Van der Bellens bei den Freimaurern thematisiert. Auf die den Themenblock von Wolf abschließende Frage „Sind Sie noch immer Freimaurer?“ antwortete Van der Bellen, anders als 2008 zur Austrittsfrage: „Meines Wissens nicht. Ich bin dann nach Wien gegangen und da hab[e] ich einfach andere Interessen entwickelt.“

### Recht auf estnische Staatsbürgerschaft
Nach dem 2. Wahldurchgang, bei dem er in Führung lag (siehe dazu unten im Abschnitt Bundespräsidentenwahl 2016), gratulierte der damalige Staatspräsident der Republik Estland, Toomas Hendrik Ilves, Van der Bellen zur Wahl. Über das estnische Außenministerium wurde bekannt, dass er jederzeit wieder einen estnischen Reisepass bekommen könne. Dies beruhe darauf, dass Van der Bellens Eltern vor dem 16. Juni 1940 estnische Bewohner und Staatsbürger gewesen sind und Kinder solcher in der wieder unabhängigen Republik Estland automatisch als deren Staatsbürger gelten würden. Urmas Paet, ehemaliger Außenminister Estlands und Abgeordneter der Estnischen Reformpartei im Europäischen Parlament, stellte diesbezüglich fest: „Das Wahlergebnis ist ein guter Grund, den Österreichern gleich doppelt zu gratulieren, für Estland und das estnische Volk spielt aber auch die Tatsache eine Rolle, dass Österreich einen estnischen Staatsbürger zum Präsidenten gewählt hat.“

## Auszeichnungen
- 2004: Großes Goldenes Ehrenzeichen mit dem Stern für Verdienste um die Republik Österreich[130]
- 2017: Groß-Stern des Ehrenzeichens für Verdienste um die Republik Österreich (österreichische Bundespräsidenten sind mit dem Tag ihrer Angelobung auf Lebenszeit Träger dieses Ordens)
- 2017: Verdienstorden Pro Merito Melitensi (Souveräner Malteserorden)
- 2018: Statue der Erinnerung des Internationalen Auschwitz Komitees[131]
- 2018: Fürstlich Liechtensteinischer Verdienstorden (Liechtenstein)
- 2019: Ehrenbürger der Gemeinde Kaunertal[132]
- 2019: Orden des Weißen Doppelkreuzes 1. Klasse (Slowakei)
- 2019: Großkreuz des Ordens des heiligen Jakob vom Schwert (Portugal)
- 2019: Großkreuz des Verdienstordens der Italienischen Republik[133] (Italien)
- 2021: Collane des Ordens des Marienland-Kreuzes (Estland)
- 2021: Mugunghwa-Orden (Republik Korea)
- 2022: Ehrenring des Landes Steiermark[134]
- 2022: Großkreuz des Ordens vom Niederländischen Löwen (Niederlande)
- 2022: Orden für außergewöhnliche Verdienste um die Republik Slowenien (Slowenien)
- 2023: Orden des Weißen Löwen (Tschechien)

## Schriften (Auswahl)
- Fondswirtschaft in Österreich. (= Schriftenreihe. Heft 13). Jupiter, Wien 1968, DNB 456063757.
- Kollektive Haushalte und gemeinwirtschaftliche Unternehmungen. Probleme ihrer Koordination. Dissertation Universität Innsbruck 1970 (X, 214 Seiten; Nachweis im Österreichischen Bibliothekenverbund).
- Formale Ansätze zur allgemeinen und kollektiven Präferenztheorie. Pfad-Unabhängigkeit und andere Kriterien für Auswahlfunktionen, unter besonderer Berücksichtigung kollektiver Entscheidungsregeln (= Internationales Institut für Management und Verwaltung. 74,60). Internationales Institut für Management und Verwaltung, Berlin 1974.
- Mathematische Auswahlfunktionen und gesellschaftliche Entscheidungen. Rationalität, Pfad-Unabhängigkeit und andere Kriterien der axiomatischen Präferenztheorie (= Interdisciplinary systems research. 14). Birkhäuser, Basel/Stuttgart 1976, ISBN 3-7643-0814-1.
- mit Murat R. Sertel: Computations in choice groupoids (= Internationales Institut für Management und Verwaltung. 76,2). Internationales Institut für Management und Verwaltung, Berlin 1976.
- mit Murat R. Sertel: Synopses in the theory of choice (= Discussion paper series. 77,69). Internationales Institut für Management und Verwaltung, Berlin 1977.
- Öffentliche Unternehmen zwischen Markt und Staat (= Pocket-Wissenschaft: Ökonomie). Kiepenheuer und Witsch, Köln 1977, ISBN 3-462-01203-7.
- mit Dieter Lukesch, Paul Tschurtschenthaler: Kosten-Nutzen-Analysen im Straßenbau. Fallstudie. Der Arlberg-Straßentunnel aus volks-, finanzwirtschaftlicher und rechtlicher Sicht (= Schriften aus Technik und Recht. 5). Orac, Wien 1979, ISBN 3-85368-368-1.
- mit Manfred Wicke, Walter Straninger: Strassenforschungsauftrag Nr. 481 des Bundesministeriums für Wirtschaftliche Angelegenheiten (= Straßenforschung. Heft 381). Forschungsgesellschaft für das Verkehrs- und Strassenwesen im Österreichischen Ingenieur- und Architekten-Verein, Wien 1990.
- mit Joachim Lang, Anton Rainer: Ökosteuern. Überarbeitete Fassungen von Vorträgen im Institut für Finanzwissenschaft und Steuerrecht, Bundesministerium für Finanzen, Wien, gemeinsam mit der International Fiscal Association, Landesgruppe Österreich. Institut für Finanzwissenschaft und Steuerrecht, Wien 1995.
- Die Kunst der Freiheit. In Zeiten zunehmender Unfreiheit. Brandstätter, Wien 2015, ISBN 978-3-85033-922-3.